# CERIA (métro de Bruxelles)
Pour les articles homonymes, voir Ceria.
CERIA (en néerlandais : COOVI) est une station de la ligne 5 du métro de Bruxelles située à Bruxelles, sur la commune d'Anderlecht.

## Situation
La station est située sous la chaussée de Mons.
Elle est située entre les stations Eddy Merckx et La Roue sur la ligne 5.

## Histoire
Elle a été inaugurée le 15 septembre 2003 en même temps que les stations La Roue, Eddy Merckx et  Érasme.

## Service aux voyageurs

### Accès
La station compte deux accès :
- Accès no 1 : situé côté nord de la station côté chaussée de Mons (équipé d'un ascenseur à proximité) ;
- Accès no 2 : situé côté sud de la station côté Ring R0 (équipé d'un ascenseur à proximité).

La station est décorée d'une part (côté Direction Herrmann-Debroux) avec différentes photos du complexe CERIA qui se trouve à proximité de la station, et d'autre part (côté Direction Erasme) avec différentes photos prises dans les environs de la Place de la Monnaie dans le centre-ville de Bruxelles. L'entrée donne une connexion direct avec les quais.

### Quais
La station est de conception particulière, constituée de deux voies encadrant un unique quai central.

### Intermodalité
La station est en correspondance avec la gare d'Anderlecht desservie par les lignes S3 et S8 du RER bruxellois.
En outre elle est desservie par les lignes 73 et 75 des autobus de Bruxelles et par les lignes de bus R42, R53, R54, R55, R70, R71 et 144 du réseau De Lijn.

## À proximité
- campus du CERIA
- magasin Ikea
- Brico Plan-it